# Ophiostoma epigloeum
Ophiostoma epigloeum är en svampart som först beskrevs av Guerrero, och fick sitt nu gällande namn av de Hoog 1974. Ophiostoma epigloeum ingår i släktet Ophiostoma och familjen Ophiostomataceae.   Inga underarter finns listade i Catalogue of Life.